# Gertrud-Bäumer-Berufskolleg (Märkischer Kreis)
Das Gertrud-Bäumer-Berufskolleg in Lüdenscheid und Plettenberg ist ein Berufskolleg mit den Schwerpunkten Gesundheit, Soziales, Ernährung und Versorgung und Körperpflege. Die Schule befindet sich zentral im Stadtteil Buckesfeld in Lüdenscheid im Märkischen Kreis und ist mit rund 1.100 Schülern und 100 Lehrern die größte im Märkischen Südkreis. Die Schule ist nach der Frauenrechtlerin und Politikerin Gertrud Bäumer benannt.

## Geschichte
Im Jahr 1956 wurde der hauswirtschaftlich-gewerbliche Teil der beruflichen Schulen im Landkreis Altena sowie in der Stadt Lüdenscheid selbständig und erhielt die Bezeichnung „Gewerbliche Schulen II“. Diese Einrichtung öffnete sich schon bald auch männlichen Schülern, genauso wie auch Mädchen in zunehmender Zahl eine Ausbildung in bisher traditionellen Männerberufen begannen.
Im Zuge der Schulentwicklungsplanung kam es zum 1. August 1988 zur Wiederanbindung des Schulortes Plettenberg an die Gertrud-Bäumer-Schule. Die seitdem erfolgreich betriebene Dependancenlösung hat dazu beigetragen, dass Bildungsgänge in den Berufsfeldern Ernährung und Hauswirtschaft, Körperpflege sowie Sozial- und Gesundheitswesen im Lennetal erhalten werden können. Untergebracht ist die Schule in Plettenberg in einem 1964 eingeweihten Schulgebäude an der Bredde. Die Weiterentwicklung von Bildungsangeboten im Lennetal ist nicht zuletzt durch einen Beschluss des Kreistages aus dem Jahr 1997 möglich geworden, der nach langen Diskussionen die Selbständigkeit des Schulstandortes Plettenberg bestätigte.
Am 23. April 1991 wurde eine Schulpartnerschaft mit der Medizinischen Oberschule in Myślenice in Polen unterzeichnet. Im Oktober 1991 gründete sich ein Förderverein, um die ideelle und materielle Hilfeleistung für die Partnerschule zu leisten. Klassenfahrten und vielfältige Aktivitäten diesen seitdem der Intensivierung der Kontakte.
Im Jahr 2002 wurde das Kolleg zur Umweltschule in Europa ernannt. Weitere Auszeichnungen folgten, so wie zuletzt die Auszeichnung als Schule ohne Rassismus, Schule mit Courage.

## Angebotene Abschlüsse der Schule
Am Kolleg wird der Erwerb verschiedener Abschlüsse angeboten:
- Hauptschulabschluss nach 9 und 10
- Fachoberschulreife ohne und mit Qualifikation
- Fachabitur im Bereich Sozialpädagogik
- Abitur

## Angebotene Berufe der Schule
Die angebotenen Berufe am Berufskolleg sind:
- Friseur
- Staatlich anerkannte/-r Assistent/-in für Ernährung und Versorgung
- Staatlich anerkannte/-r Kinderpfleger/-in
- Staatlich anerkannte/-r Erzieher/-in
- Staatlich geprüfte Sozialassistent/-in
- Staatlich anerkannte/-r Heilerziehungspfleger/in

Darüber hinaus können an den Berufsfachschulen der Stufen 1 und 2 Schulabschlüsse verbessert und berufliche Kenntnisse erworben werden.